# El Pochote, Cutzamala de Pinzón
El Pochote är en ort i Mexiko.   Den ligger i kommunen Cutzamala de Pinzón och delstaten Guerrero, i den södra delen av landet, 160 km sydväst om huvudstaden Mexico City. El Pochote ligger 435 meter över havet och antalet invånare är 123.
Terrängen runt El Pochote är kuperad åt sydost, men åt nordväst är den bergig. El Pochote ligger nere i en dal. Runt El Pochote är det ganska tätbefolkat, med 60 invånare per kvadratkilometer. Närmaste större samhälle är Colonia Benito Juárez, 10,0 km nordost om El Pochote. I omgivningarna runt El Pochote växer huvudsakligen savannskog.